# ناحیه بلویو، میشیگان
ناحیه بلویو (به انگلیسی: Bellevue Township) یک منطقهٔ مسکونی در ایالات متحده آمریکا است که در شهرستان ایتون، میشیگان واقع شده‌است.
 ناحیه بلویو ۹۴٫۷ کیلومتر مربع مساحت و ۳٬۱۴۴ نفر جمعیت دارد و ۲۸۰ متر بالاتر از سطح دریا واقع شده‌است.